# فرودگاه کلاید ریور
فرودگاه کلاید ریور (به انگلیسی: Clyde River Airport) یک فرودگاه همگانی باربری با کد یاتا YCY است که یک باند فرود شن دارد و طول باند آن ۱۰۶۷ متر است. این فرودگاه در کشور کانادا قرار دارد و در ارتفاع ۲۷ متری از سطح دریا واقع شده‌است.

## شرکت‌های هواپیمایی و مقصدهای پروازی
| شرکت‌های هواپیمایی | مقصدهای پروازی       |
| ----------------- | -------------------- |
| Canadian North    | ایکالیوت، پاند اینلت |
| First Air         | ایکالیوت، پاند اینلت |